# 9721 Доти
9721 Доти  (9721 Doty) — астероїд головного поясу, відкритий 14 квітня 1980 року.
Тіссеранів параметр щодо Юпітера — 3,589.